# Salade aveyronnaise
Pour les articles homonymes, voir Salade et Aveyron.
La salade aveyronnaise ou salade rouergate est une recette de cuisine de la cuisine rouergate, à base de produits du terroir  de l'Aveyron en Occitanie : salade composée de  jambon cru de pays, roquefort, et noix.

## Histoire
Cette salade composée est une variante des salade périgourdine ou salade landaise de la cuisine gasconne, agrémentée de roquefort (ou de bleu des Causses ou de bleu d'Auvergne) et de noix du terroir de l'Aveyron,.
Elle est traditionnellement composée de feuilles de salade, pommes de terre, jambon cru de pays, roquefort, noix, œuf dur, tomate, sel, poivre et vinaigrette,,.